# Ypthima philomela
Ypthima philomela är en fjärilsart som beskrevs av Carl von Linné 1763. Ypthima philomela ingår i släktet Ypthima och familjen praktfjärilar. Inga underarter finns listade i Catalogue of Life.